# Arrondissement de Biella
Pour les articles homonymes, voir Bielle.
L'arrondissement de Biella (francisé en Bielle) est une ancienne subdivision administrative française du département de la Sesia créée le 11 septembre 1802 dans le cadre de la nouvelle organisation administrative mise en place par Napoléon Ier en Italie et supprimé le 11 avril 1814, après la chute de l'Empire.

## Composition
L'arrondissement de Biella comprenait les cantons de Bielle, Bioglio, Cacciorna, Candelo, Cavaglio, Cossato, Graglia, Mongrando et Moslo Santa Maria.